# 17 Brygada Artylerii (Imperium Rosyjskie)
17 Brygada Artylerii (ros. 17-я артиллерийская бригада) – niższy związek taktyczny artylerii Armii Imperium Rosyjskiego.

## Historia
- 14 lutego 1811 – utworzona jako 23 Brygada Artylerii Polowej w składzie 23 DP
- 20 maja 1820 – przemianowana na 14 Brygadę Artylerii Polowej w składzie 14 DP
- 28 grudnia 1833 – przemianowana na 11 Brygadę Artylerii
- 26 kwietnia 1835 – przemianowana na 17 Brygadę Artylerii w składzie 6 Dywizji Artylerii[1]

W składzie 6 Korpusu Piechoty 17 BA uczestniczyła w wojnie krymskiej (m.in. w obronie Sewastopola w 1855. W 1878 składzie 14 KA uczestniczyła w wojnie rosyjsko-tureckiej (1877–1878). Od 1880 w rozlokowana na terenie Warszawskiego Okręgu Wojskowego.

## Podległość
- 1835 – 1863 – 6 Dywizja Artylerii
- 1863 – 1877 – 2 Korpus Rezerwowy
- 1877 – 1903 – 14 Korpus Armijny
- 1903 – 1905 – 17 Dywizja Piechoty, 19 Korpus Armijny[2]
- 1905 – 1906 – 15 Korpus Armijny Imperium Rosyjskiego
- 1906 – 1910 – 19 Korpus Armijny Imperium Rosyjskiego
- 1910 – 1912 – 14 Korpus Armijny Imperium Rosyjskiego
- 1912 – 1915 – 17 Dywizja Piechoty, 19 Korpus Armijny[2][3]

## Dowódcy

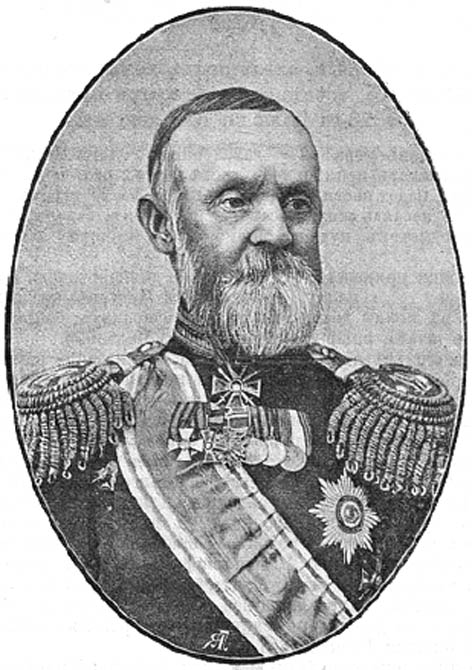
Generał major Aleksandr Emmanuiłowicz Budde (1892)

- płk, od 1852 gen. mjr Nikołaj Timofiejew(inne języki) (Николай Дмитриевич Тимофеев, 1845 – 1854)
- płk Wasilij Sieliwierstow (Василий Михайлович Селиверстов, 16 kwietnia – 18 listopada 1877)[1])
- gen. mjr Piotr Agafonow (Петр Петрович Агафонов, 5 września 1877[1] lub 1881[4] – 9 grudnia 1888)
- gen. mjr Aleksandr Budde(inne języki) (Александр Эммануилович Будде, 9 grudnia 1889 – 9 stycznia 1890)
- gen. mjr Timofiej Bielajew(inne języki) (Тимофей Михайлович Беляев, 1890[1] lub 1891[4] – 1892)
- gen. mjr Christofor von Majdel (Христофор Германович фон Майдель, baron 23 marca 1892 – 1898[4])
- gen. mjr Piotr Czaplin (29 grudnia 1899 – 1900)
- gen. mjr Jewgraf Koboziew(inne języki) (Евграф Николаевич Кобозев, 1901 – 1905[4])
- gen. mjr Władimir Wasiuchnow (1907 – 1912)[4])
- gen. mjr Wasilij Gabriłow (Василий Тимофеевич Гаврилов, 19 lipca 1911 – po 1. lipca 1913[1]
- gen. mjr Piotr Fiedorow (Петр Никонович Федоров, 25 października 1913 – 12 maja 1916[3]
- gen. mjr Iwan Lewandowski (Иван Михайлович Левандовский, od 26[5][6] lub 27[3][7] czerwca 1916)

## Kadra oficerska

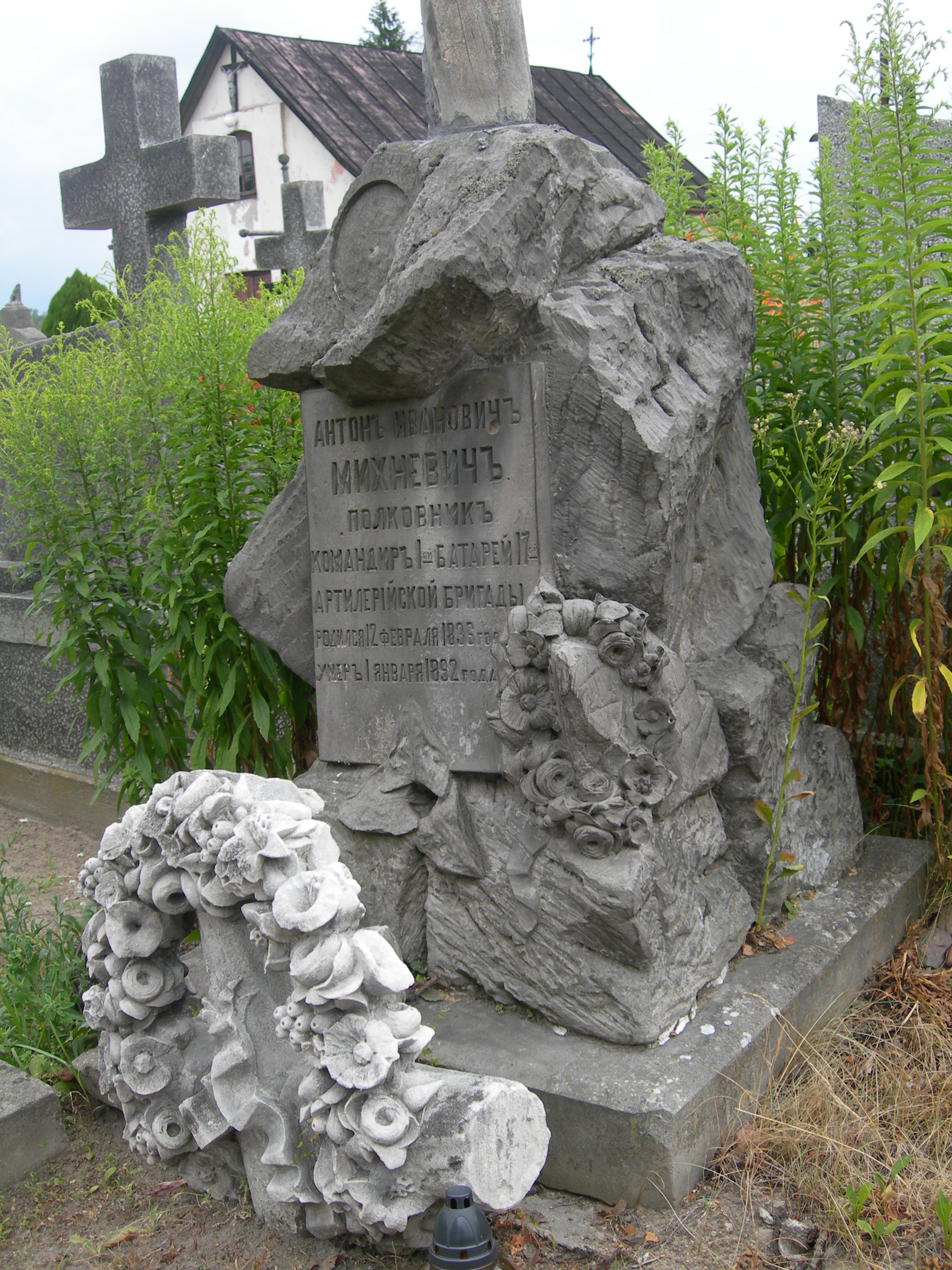
Grób płk. Antona Iwanowicza Michniewicza (12 II 1836 – 1 I 1892), dowódcy 1. baterii 17 BA, na włodawskim cmentarzu katolickim

Pod względem narodowościowym i wyznaniowym 17 Brygady Artylerii nie odbiegała swym składem od innych jednostek ówczesnej armii rosyjskiej. Dominowali Rosjanie i prawosławni, choć wśród oficerów zdarzały się pojedyncze osoby wyznania katolickiego (ppłk Tadeusz Rubiński, dowódca 5 baterii w l. 1907-1911) i protestanckiego (gen. mjr Aleksandr Budde oraz Stanisław Rajski, w 1901 – kapitan, kierujący gospodarką 6 i 4 baterii). Wspomniani Rajski i Rubiński reprezentowali niewielką grupkę oficerów polskiej narodowości, zaś Budde, gen. mjr Christofor von Majdel i Nikołaj von Essen (w 1911 – porucznik, płatnik 17 BA) należeli do znaczącej grupy wyższych oficerów pochodzenia niemieckiego.19 kwietnia?/1 maja 1830

## Cerkiew garnizonowa
Cerkiew brygady (od 1892 r.) – drewniana cerkiew pw. św. Sergiusza Radoneskiego pod Włodawą (na terenie koszar, poza ówczesnymi granicami miasta).